# الحزب الوطني السلوفاكي
الحزب الوطني السلوفاكي (بالسلوفاكية: Slovenská národná strana)‏ هو حزب سياسي سلوفاكي، أسس في 1989، يقع مقره في براتيسلافا، وقد بلغ عدد أعضائه 5,150 في 2015.

## أعضاء بارزون
- كود سباركل
- تحديث القائمة

- Andrej Danko
- Ján Slota
- Vincent Lukáč
- Dušan Tittel
- Tibor Jančula
- Peter Gajdoš (2017 - )
- Jaroslav Paška
- Anna Belousovová
- Martina Lubyová
- Ján Mikolaj